# Stráž, Domažlice
Stráž là một làng thuộc huyện Domažlice, vùng Plzeňský, Cộng hòa Séc.